# Сен-Серве (Кот-д’Армор)
Сен-Серве́ (фр. Saint-Servais, брет. Sant-Servez-Kallag) — коммуна во Франции, находится в регионе Бретань. Департамент — Кот-д’Армор. Входит в состав кантона Каллак. Округ коммуны — Генган.
Код INSEE коммуны — 22328.

## География
Коммуна расположена приблизительно в 430 км к западу от Парижа, в 130 км западнее Ренна, в 50 км к западу от Сен-Бриё.

## Население
| Год  | Численность | Численность |
| ---- | ----------- | ----------- |
| 1968 | 657         | [ 7 ]       |
| 1975 | 575         | [ 7 ]       |
| 1982 | 481         | [ 7 ]       |
| 1990 | 436         | [ 7 ]       |
| 1999 | 390         | [ 7 ]       |
| 2006 | 404         | [ 7 ]       |
| 2011 | 412         | [ 7 ]       |
| 2013 | 419         |             |
| 2015 | 413         | [ 8 ]       |
| 2016 | 417         | [ 9 ]       |
| 2017 | 405         | [ 10 ]      |
| 2018 | 408         | [ 11 ]      |
| 2019 | 408         | [ 12 ]      |
| 2020 | 410         | [ 13 ]      |
| 2021 | 418         | [ 14 ]      |
| 2022 | 427         | [ 4 ]       |

## Экономика
Основу экономики составляет сельское хозяйство.
В 2007 году среди 245 человек в трудоспособном возрасте (15—64 лет) 173 были экономически активными, 72 — неактивными (показатель активности — 70,6 %, в 1999 году было 63,6 %). Из 173 активных работали 151 человек (88 мужчин и 63 женщины), безработных было 22 (10 мужчин и 12 женщин). Среди 72 неактивных 17 человек были учениками или студентами, 34 — пенсионерами, 21 были неактивными по другим причинам.

## Достопримечательности
- Церковь Сен-Серве (XVI век). Исторический памятник с 1912 года[16]
- Часовня Бюртюле (XVI век). Исторический памятник с 1968 года[17]
- Два менгира Керберне (эпоха неолита). Исторический памятник с 1925 года[18]

## Фотогалерея

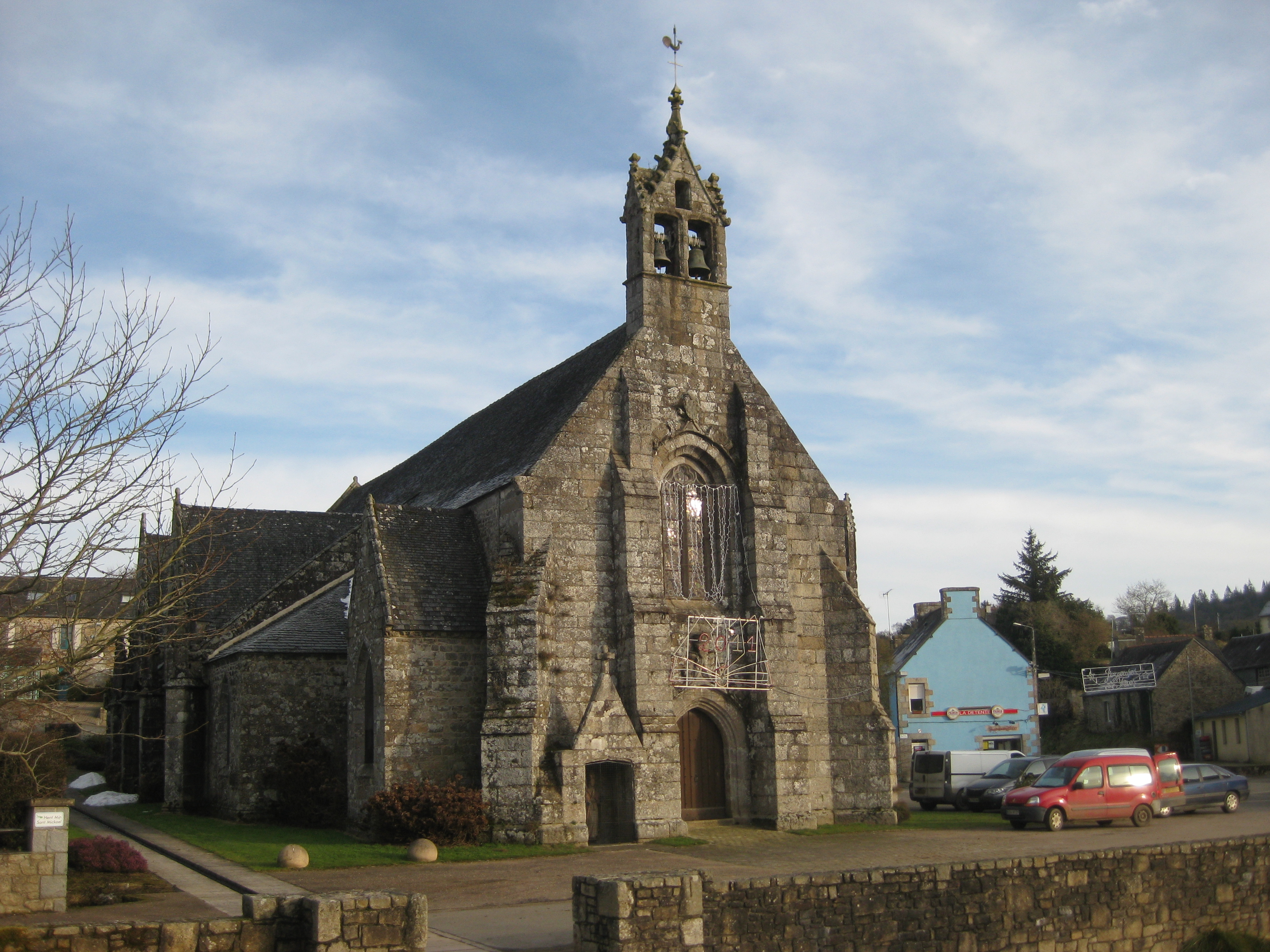
Церковь Сен-Серве
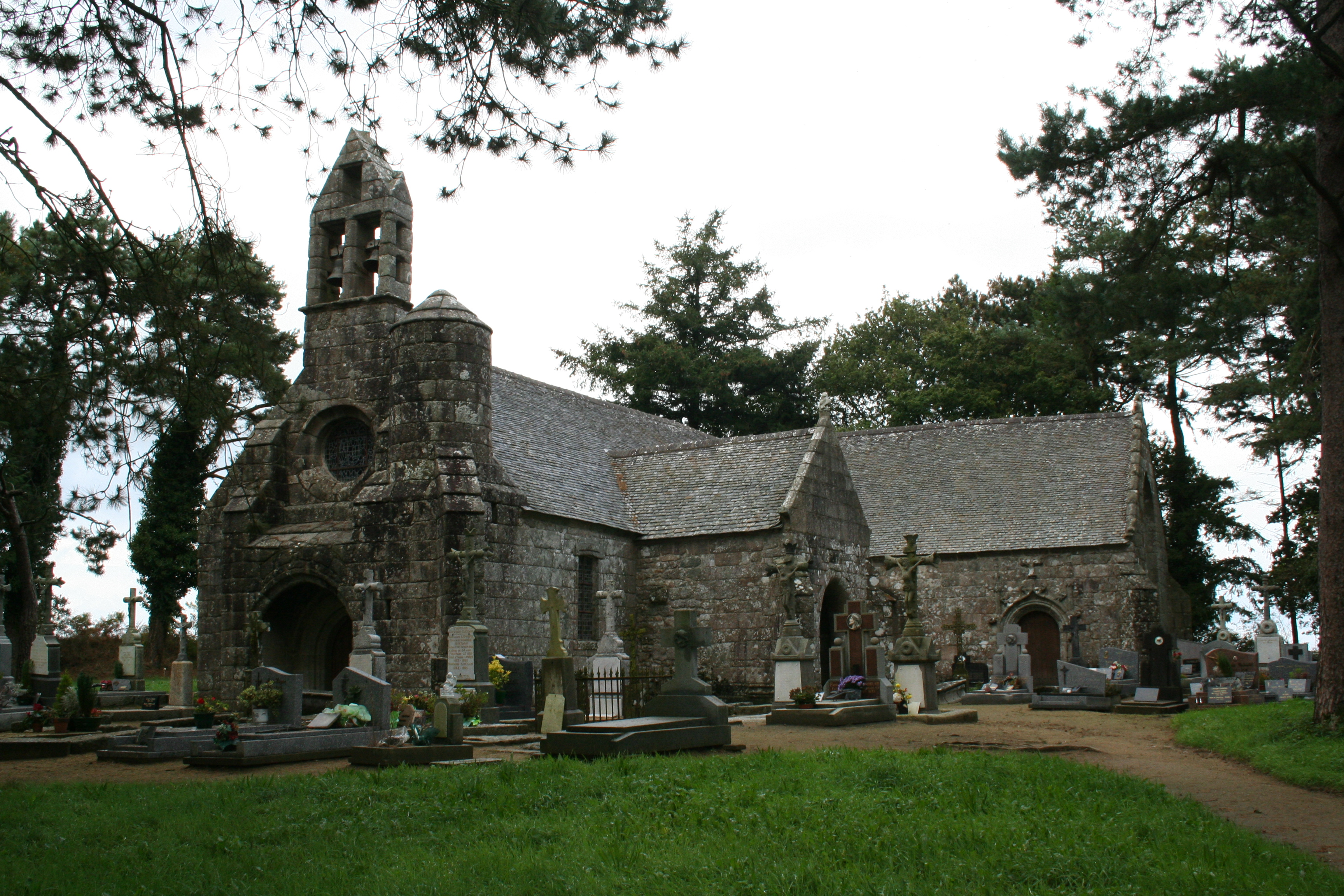
Часовня Бюртюле
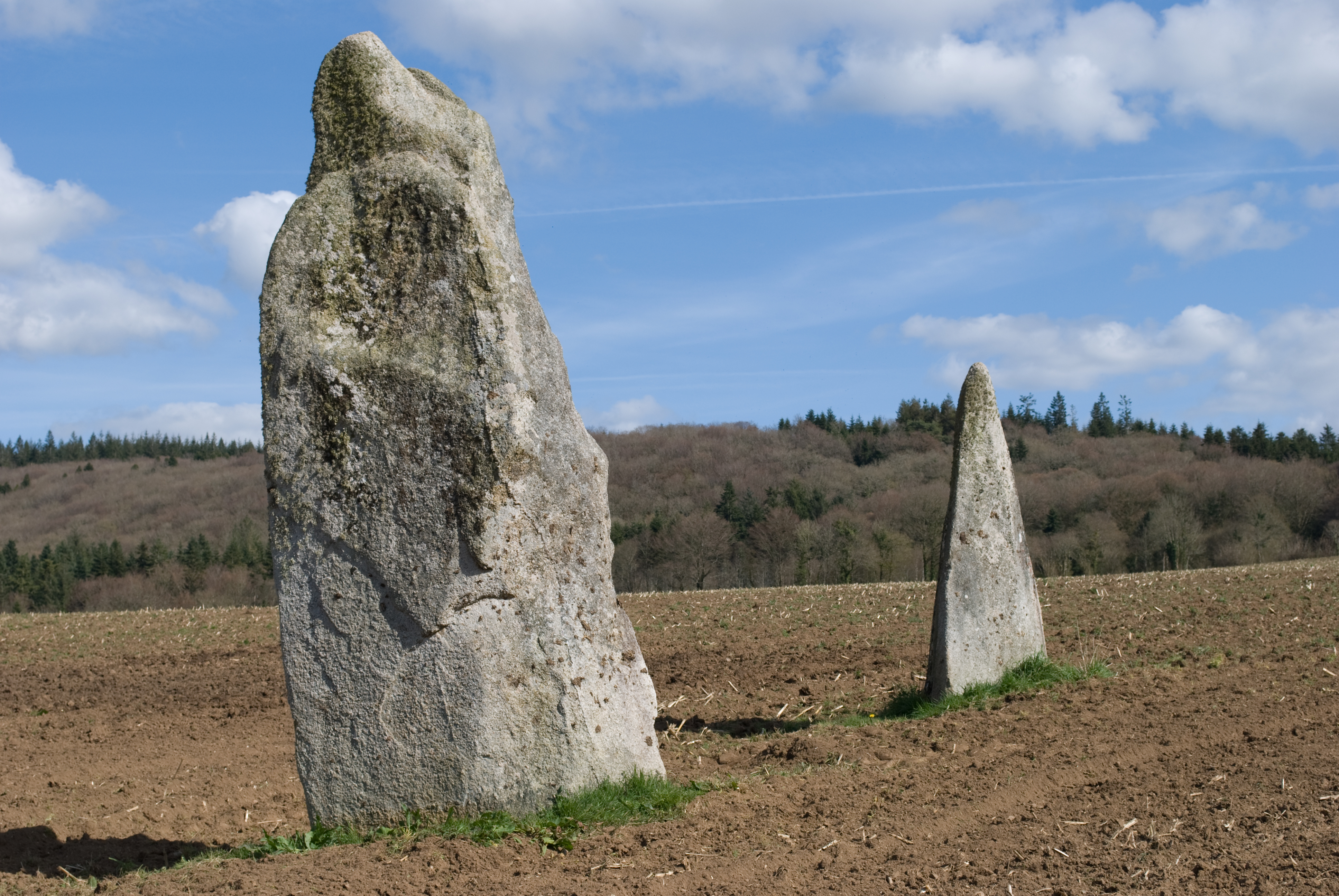
Два менгира Керберне